# Юджин Крабс
Юджин Гарольд Крабс (англ. Eugene Harold Krabs) також відомий як Пан Крабс або Містер Крабс (англ. Mr. Krabs) ― один з головних героїв мультсеріалу Губка Боб Квадратні Штани. Власник ресторану «Красті Крабс».

## Загальні відомості

### Місце проживання
Юджин Крабс живе в будинку-якорі, разом із Перл — його донькою. На першому поверсі знаходиться вітальня, на
а другому — спальні та ванна.

### Інтереси
Юджин Крабс любить гроші. Він навіть душу може продати за гроші.

### Зовнішність
Юджин Крабс — це червоний Краб. У нього — дві клешні і дві ноги. Одягнений у одежу бізнесмена — синю сорочку й фіолетові штани.

## Родина
Юджин Крабс має доньку, матір і тата. Він їх дуже любить.

## Стосунки

### Губка Боб Квадратні Штани
Юджин Крабс це босс Губки Боба. Він також контактує з Бобом не за Красті Крабом. Інколи Бобу не подобається що робить Крабс, а інколи подобається.

В українському перекладі, Юджин звертається до Губки Боба на "хлопче". В серії, де Губку Боба звільнили з Красті Краб, Юджин сказав що любить його, як свого сина, але гроші йому важливіші.

### Патрік Зірка
Патрік для Крабса, через його тупість, ворог. Та інколи Крабс наймає його на роботу. Та це обов'язково закінчується нещастям.

### Сквідвард Щупаленко
Юджин Крабс це босс Сквідварда. Сквідвард ненавидить свою роботу у Красті Крабс, а особливо Губку Боба та Патріка через їхню галасливість.